# Lamberto de Lyon
Lamberto de Lyon o Landeberto (Quernes, c. 625 - Lyon, 688), fue un abad de la abadía de Fontenelle y luego obispo de Lyon (678-684). Se celebra el 14 de abril.

## Familia
Lambert o Landebert nació en Quernes hijo de Erlebert, señor de Quernes. Estaría relacionado con la familia de los primeros robertianos como hermano de Roberto, conde palatino y canciller de Clotario III.

## Vida
Se cría según el rango de su nacimiento, sus padres lo enviaron muy temprano a la corte de Clotario III, donde pronto se gana la estima de todos por sus cualidades y, en particular, la del rey. A pesar del futuro que se abre para él, renuncia a todas las ventajas y se pone bajo la dirección del abad Wandrille a la abadía de Fontenelle, donde recibe el hábito monástico, se le distingue tanto que después de la muerte de Wandrille, es elegido para sucederlo en 665.
La sabiduría en su administración rápidamente lleva su reputación muy lejos. Los reyes quieren aprovechar sus ejemplos y sus opiniones. Childeberto II lo honra con su confianza y hace grandes donaciones a su abadía. El rey Teoderico III sucede a su hermano en 673, también es liberal hacia el abad. Él le da, entre otras cosas, la tierra de Donzère donde Lamberto construye un monasterio. Entre los discípulos se encuentran su tío, Albert, Hermeland de Indre, a quien envía a la diócesis de Nantes para ser primer abad de Indre, Érembert de Toulouse, Condède, ermitaño de Inglaterra atraído por su reputación, y se encarga de fundar el monasterio de Belcinac en una isla del Sena.
Ginés, obispo de Lyon muere alrededor del año 679, Lamberto es elegido para reemplazarlo por recomendación del rey y con el consentimiento del clero y la gente. La historia no nos dice nada acerca de la época de su episcopado, excepto que a Lamberto a veces le gusta retirarse en silencio a la abadía de Donzère que fundó cuando era abad de Fontenelle. Lamberto murió en 688.
- Datos: Q1257700